# Finské království
Finské království (finsky Suomen kuningaskunta, švédsky Kungariket Finland) je označení krátkého historického období finských dějin, kdy ke konci první světové války byla vyhlášena nezávislost Finska na Ruské říši poté, co car Mikuláš II. abdikoval a skončila rusko-finská unie. Nově nezávislé Finsko zůstalo monarchií a mělo být prohlášeno královstvím. Králem byl zvolen Fridrich Karel Hesenský (švagr císaře Viléma II.). Po celou dobu existence nezávislé finské monarchie vládli jako regenti Pehr Evind Svinhufvud a Carl Gustaf Emil Mannerheim. Kvůli německé prohře ve válce ale nakonec k realizaci nedošlo a Fridrich Karel Hesenský se musel vzdát trůnu.

## Příčiny vzniku nezávislého Finska
Území dnešního Finska bylo od roku 1809 součástí Ruského impéria jako autonomní velkoknížectví spojené s Ruskem personální unií (ruský car byl finským velkoknížetem). Nicméně i přes finské snahy o zachování finské autonomie a snahy nedopadnout podobně jako Poláci v „Kongresovce“, se Rusové snažili o rusifikaci Finska, která zesílila po roce 1898, kdy se generálním guvernérem stal Nikolaj Ivanovič Bobrikov, který byl jejím velkým zastáncem. Dalším generálním guvernérem, který byl zastáncem rusifikace Finska, byl Franz Albert Seyn.
Situace se změnila po Únorové revoluci, kdy abdikoval car a velkokníže Mikuláš II. a podle finských politiků byla rusko-finská unie u konce, jelikož cara Mikuláše na trůnu nevystřídal ani jeho syn Alexej ani bratr Michail Alexandrovič. Předpokládali tak, že carovy pravomoci budou přesunuty na Finský parlament, což však ruská dočasná vláda nemohla přijmout.
V parlamentu socialisté podali návrh, který omezoval ruský vliv na domácí události, ale nijak se nedotkl moci ruské vlády v záležitostech obrany a zahraniční politiky. Pro prozatímní vládu ale byl příliš radikální. Protože parlament překročil svou pravomoc, byl rozpuštěn. Nové volby slibovaly dosavadní menšině šanci získat většinu, která by podle jejich přesvědčení mohla vylepšit porozumění s Ruskem. Nesocialisté chtěli spolupracovat s prozatímní vládou také proto, že se báli, že moc socialistů poroste a vyústí v radikální reformy, jako třeba rovné volební právo v obecních volbách a pozemkovou reformu. Většina měla ale samozřejmě úplně opačný názor a neakceptovala právo ruské dočasné vlády rozpustit Parlament. Když se parlament po letní recesi v srpnu 1917 znovu sešel, byly přítomny jen skupiny podporující návrh. Ruské jednotky obsadily sněmovnu, parlament byl rozpuštěn a byly vypsány nové volby. Výsledkem byla malá buržoazní většina a zcela nesocialistický senát.
Říjnová revoluce zcela změnila dosavadní situaci. 15. listopadu 1917 bolševici vyhlásili obecné právo na sebeurčení včetně práva na úplné odtržení pro všechny národy Ruska. Kvůli obavám z vývoje v Rusku a doma ve Finsku navrhl nesocialistický senát parlamentu Vyhlášení nezávislosti Finska, se kterým parlament souhlasil 6. prosince. Ruská revoluční vláda vyhlášení o nezávislosti přijala až téměř po měsíci, 4. ledna 1918. Německo a skandinávské státy nezávislost Finska vzápětí uznaly také.

Vlajka finského státu v letech 1918–1920

Finsko prošlo od ledna do května 1918 krátkou, ale hořkou občanskou válku (finsky sisällissota). Finská vláda porazila socialistické povstání rudých, kteří vyhlásili Finskou socialistickou dělnickou republiku. Vůdcem bílých byl Pehr Evind Svinhufvud a jejich velitelem generál baron Carl Gustaf Emil Mannerheim (oba regenti). Vítězství bílých v občanské válce bylo dosaženo za podpory císařského Německa.
I přes tradiční monarchistické zaměření velké části Finů, ale především díky odporu k carskému systému, podal finský Senát při vyhlášení finské nezávislosti návrh na republikánské zřízení. Monarchie však byla pro Finsko tradiční a mezinárodní situace tomu nahrávala. Navíc Finové věřili, že monarchie nastolí tak silný systém, že zabrání dalším povstáním nebo případně další občanské válce. Pro monarchii hrálo také to, že její odpůrci – socialisté – v parlamentu chyběli a konzervativci tak měli většinu.
Jelikož ve Finsku neproběhla revoluce jako např. v Rusku, bylo Zemské zřízení Gustava III. vykládáno jako platné a panovnická moc byla svěřena regentovi do doby než bude řádně zvolen panovník. Prvním regentem byl v květnu 1918 zvolen Pehr Evind Svinhufvud. Ten posléze jmenoval Paasikiviho promonarchistickou vládu. Ovšem ani jeden z návrhů konstituční monarchie nezískal v parlamentu pětišestinovou potřebnou většinu. Po druhém neúspěchu tak vláda začala urychleně hledat nového panovníka podle Zemského zřízení z roku 1772.

## Kandidáti na trůn

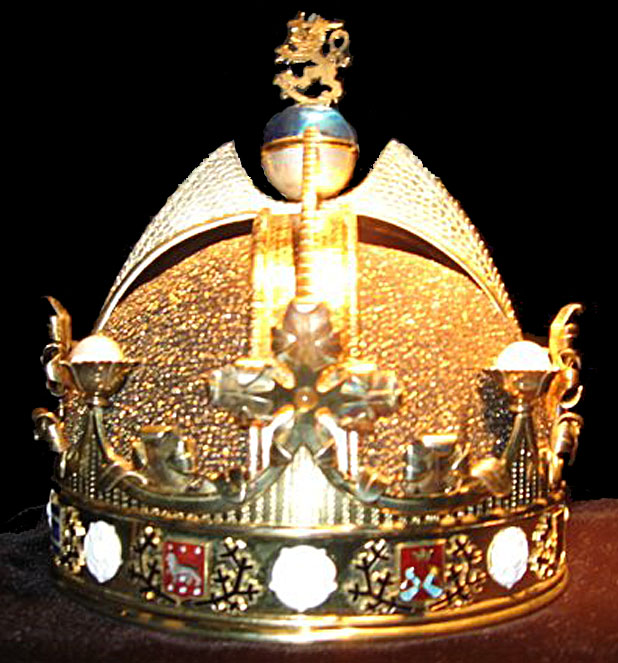
Replika finské královské koruny

Jelikož se o žádném Finovi jako králi nedalo uvažovat, musela se vláda obrátit do zahraničí. Při hledání nového panovníka padla volba na Německo, kde byli zdejší princové a knížata "hojným vývozním artiklem" (např. Albert Sasko-Kobursko-Gothajský, Leopold I. Belgický, Ferdinand II. Portugalský, Jiří I. Řecký, Karel I. Rumunský, Ferdinand I. Bulharský, Ferdinand I. Rumunský, Vilém Wied, atd.). Finští politici, kteří byli do jisté míry „císařstější než císař“, se nechtěli spokojit jako králem s nikým menším než samotným synem císaře Viléma II. princem Oskarem. Proto také regent Svinhufvud navštívil Viléma II. a přesvědčoval ho, aby souhlasil s Oskarovým nástupem na trůn. Pro německou stranu by ale takový krok byl velice riskantní a tak se Finové museli porozhlédnout jinde.
Někteří monarchisté doufali, že by se králem mohl stát sám baron Mannerheim, ale on tuto možnost odmítl.
Nakonec se Finové spokojili s "pouhým" švagrem císaře Viléma II., hesensko-kasselským lankrabětem Fridrichem Karlem, který jako švagr císaře Viléma II. představoval pro Finy německou podporu a navíc byl luterán jako většina Finů. A tak tedy 9. října 1918 finský parlament nabídl Fridrichu Karlovi novou finskou korunu. Fridrich Karel by jako král vládl pod jménem Väinö I., Karel (Kaarle I) nebo Fredrik Kaarle. Bylo také v plánu oženit jeho nejstaršího syna a následníka trůnu s finskou šlechtičnou.
Pro budoucího krále byla vyrobena nová královská koruna. Oficiální titul krále měl být: Jeho Veličenstvo, král Finska a Karélie, velkovévoda Laponska, vévoda Aland, pán Kalevy a severu (finsky Suomen ja Karjalan kuningas, Ahvenanmaan herttua, Lapinmaan suuriruhtinas, Kalevan ja Pohjolan isäntä).

#### Podobné státní útvary
- Polské království (1916-1918)
- Litevské království (1918)
- Vévodství Kuronsko a Zemgalsko
- Spojené baltské vévodství
- Běloruská lidová republika